# Åsele dämningsområde
Åsele dämningsområde är en sjö i Åsele kommun i Lappland och ingår i Ångermanälvens huvudavrinningsområde. Sjön har en area på 2,21 kvadratkilometer och ligger 300,8 meter över havet. Sjön avvattnas av vattendraget Ångermanälven.

## Delavrinningsområde
Åsele dämningsområde ingår i det delavrinningsområde (711425-157311) som SMHI kallar för Utloppet av Åsele Dämningsområde. Medelhöjden är 301 meter över havet och ytan är 2,21 kvadratkilometer. Räknas de 858 avrinningsområdena uppströms in blir den ackumulerade arean 9 516,64 kvadratkilometer. Avrinningsområdets utflöde Ångermanälven mynnar i havet. Avrinningsområdet består mestadels av skog (12 procent) och sankmarker (26 procent). Avrinningsområdet har 1,37 kvadratkilometer vattenytor vilket ger det en sjöprocent på 62,2 procent.